# Gambetto del centro
Il gambetto del centro è una apertura degli scacchi caratterizzata dalle mosse: 
1. e4 e5
2. d4 exd4
3. c3

Questa apertura è considerata una delle più aggressive. L'idea del Bianco è di sacrificare dei pedoni per svilupparsi rapidamente e creare subito minacce al Nero.

## Continuazioni
Il gambetto del centro può dare origine a diverse continuazioni:
- 3…dxc3 4.Ac4 fa entrare nel gambetto danese  in cui il Bianco concede un ulteriore pedone.
- 3…dxc3 4.Cxc3 Cc6 5.Cf3 riporta invece nel gambetto scozzese.